# Ceratozamia morettii
Ceratozamia morettii — вид голонасінних рослин класу саговникоподібні (Cycadopsida).
Видовий епітет на честь італійського ботаніка Альдо Моретті.

## Морфологія
Ця рослина зі стеблом довжиною 30 см і 8 см в діаметрі. Кожна рослина має листки до 10 см, 1–1,4 м завдовжки, шириною 40–65 см. Кожен листок має 12–25 пар фрагментів 25–35 см в довжину. Це дводомний вид, чоловічі шишки циліндричні, 10–15 см завдовжки і 2,5–4 см в діаметрі. Жіночі шишки яйцеподібної форми, довжиною 12–16 см і мають діаметром 4,5–5 см. Обоє з довгою плодоніжкою 5–7 см. Насіння, приблизно яйцеподібної форми, довжиною 1,5–1,8 см і вкрите білою шкіркою, яка стає коричневою, коли досягає зрілості. Диплоїдний набір складається з 8 пар хромосом.

## Поширення, екологія
Країни поширення: Мексика (Веракруз). Зростає на захищених скелях в змішаних вічнозелених і листяних гірських лісах в горах Сьєрра-Мадре. Рослини ростуть на багатих гумусом, сірувато-жовтих глинах або на вертикальних скелястих стінах, складених з пухкого базальту.

## Загрози та охорона
Загрози невідомі.